# 1981 au Manitoba
Chronologie du Manitoba
- 1977
- 1978
- 1979
- 1980
- 1981
- 1982
- 1983
- 1984
- 1985

Cette page concerne des événements survenus en 1981 dans la province canadienne du Manitoba.

## Politique
- Premier ministre : Sterling Lyon puis Howard Pawley
- Chef de l'Opposition :
- Lieutenant-gouverneur : Francis L. Jobin puis Pearl McGonigal
- Législature :

## Événements
- 30 novembre : le chef du NPD Manitobaine Howard Pawley succède au chef du Parti progressiste-conservateur manitobaine à Sterling Lyon comme Premier ministre du Manitoba lors de sa défaite de l'Élection manitobaine du 17 novembre 1981.

## Naissances
- 23 novembre : Anders Strome (né à Winnipeg), joueur professionnel de hockey sur glace canadien.

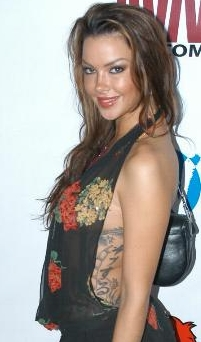
Sophia Santi en 2006.

- 6 décembre : Sophia Santi, née à Winnipeg, actrice pornographique canadienne.

- 27 décembre : Patrick Sharp (né à Winnipeg), joueur professionnel de hockey sur glace. Il évolue actuellement[Quand ?] avec les Blackhawks de Chicago de la Ligue nationale de hockey.